# Signori di Genzano
Genzano di Roma è un'importante città della città metropolitana di Roma Capitale, situata nell'area dei Castelli Romani. Nel corso della sua storia, dalla prima menzione del castello nel 1183 alla rinuncia da parte dell'ultimo duca ai diritti feudali nel 1816, si sono succedute nel possesso del feudo numerosi feudatari.
Nel 1153 papa Anastasio IV concesse il territorio di Genzano ai monaci cistercensi dell'Abbazia di Sant'Anastasio alle Acque Salvie, che ne mantennero il possesso tra alterne vicende fino al 1428. Tuttavia, nel lungo periodo di dominazione monastica, il feudo era stato più volte oggetto di occupazioni da parte delle potenti famiglie baronali romane che esercitavano la loro potestà sulle località dei dintorni. Il castello venne venduto dai monaci alla famiglia Colonna, che ne mantennero il possesso fino al 1479, quando lo vendettero al cardinale Guillaume d'Estouteville con diritto di retrovendita: il feudo tornò in possesso dei Colonna nel 1485, anche se sotto l'alto governo della Camera Apostolica. Marcantonio II Colonna nel 1563 decise di vendere il feudo di Genzano a Fabrizio Massimi, il quale a sua volta lo rivendette al marchese di Civitanova Marche Giuliano Cesarini, nel 1564. Nel 1671, in seguito al matrimonio segreto tra Livia Cesarini e Federico II Sforza, diede origine alla famiglia degli Sforza-Cesarini che governò con il titolo ducale Genzano fino al 1807, data dell'abolizione del feudalesimo da parte dei francesi. Dopo la caduta di Napoleone Bonaparte e il ritorno del Papa nel 1815, tuttavia gli Sforza-Cesarini rinunciarono ai loro diritti feudali dopo che papa Pio VII emanò il motu proprio del 6 luglio che scoraggiava, pur non abolendolo, il feudalesimo nei territori dello Stato Pontificio.
| Nome             | Anno di investitura | Anno di decadenza |
| ---------------- | ------------------- | ----------------- |
| Prospero Colonna | 1428                | 1431              |
| Antonio Colonna  | 1431                | 1436              |

| Nome                        | Anno di investitura | Anno di decadenza |
| --------------------------- | ------------------- | ----------------- |
| Reverenda Camera Apostolica | 1436                | 1446              |

| Nome             | Anno di investitura | Anno di decadenza |
| ---------------- | ------------------- | ----------------- |
| Giordano Colonna | 1446                | 1479              |

| Nome                               | Anno di investitura | Anno di decadenza |
| ---------------------------------- | ------------------- | ----------------- |
| cardinale Guillaume d'Estouteville | 1479                | 1485              |

| Nome                   | Anno di investitura | Anno di decadenza |
| ---------------------- | ------------------- | ----------------- |
| Fabrizio I Colonna     | 1485                | 1520              |
| Ascanio I Colonna      | 1520                | 1550              |
| Marcantonio II Colonna | 1550                | 1563              |

| Nome             | Anno di investitura | Anno di decadenza |
| ---------------- | ------------------- | ----------------- |
| Fabrizio Massimi | 1563                | 1564              |

| Nome                    | Anno di investitura | Anno di decadenza |
| ----------------------- | ------------------- | ----------------- |
| Giuliano I Cesarini     | 1564                | 1565              |
| Giangiorgio I Cesarini  | 1565                | 1585              |
| Giuliano II Cesarini    | 1585                | 1613              |
| Giangiorgio II Cesarini | 1656                | -                 |
| Giuliano III Cesarini   | -                   | 1667              |
| Filippo Cesarini        | 1667                | 1671              |
| Livia Cesarini          | 1671                | 1712              |

| Nome                       | Anno di investitura | Anno di decadenza |
| -------------------------- | ------------------- | ----------------- |
| Gaetano Sforza-Cesarini    | 1712                | 1727              |
| Giuseppe Sforza-Cesarini   | 1727                | 1744              |
| Filippo II Sforza-Cesarini | 1744                | 1767              |
| Gaetano II Sforza-Cesarini | 1767                | 1776              |
| Francesco Sforza-Cesarini  | 1773                | 1816              |